# Fargo (serial telewizyjny)
Fargo – amerykański antologiczny serial telewizyjny wyprodukowany przez 26 Keys Productions, The Littlefield Company, FX Productions oraz MGM Television. Showrunnerem i głównym scenarzystą jest Noah Hawley. Serial nawiązuje do filmu o tym samym tytule z 1996, którego scenariusz napisali  bracia Joel i Ethan Coen. Premierowy odcinek został wyemitowany 15 kwietnia 2014.
W Polsce serial od 21 lipca 2014 roku był dostępny w usłudze VOD nSeriale, był emitowany także od 19 października 2014 roku przez Ale Kino+.

## Seria 1

### Fabuła
Głównym bohaterem jest Lester Nygaard, agent ubezpieczeniowy w małym miasteczku w Minnesocie (tj. Bemidji), który wiedzie zwykłe życie, aż do momentu przybycia tajemniczego Lorne Malvo, którego pojawienie się powoduje wiele zmian i komplikacji.

### Główna obsada
- Billy Bob Thornton jako Lorne Malvo[3]
- Allison Tolman jako Deputy Molly Solverson
- Colin Hanks jako oficer Gus Grimly[4]
- Martin Freeman jako Lester Nygaard[5]

### Role drugoplanowe
- Bob Odenkirk jako Deputy Bill Oswalt[6]
- Kate Walsh jako Gina Hess[7]
- Atticus Mitchell jako Mickey Hess
- Liam Green jako Moe Hess
- Adam Goldberg jako pan Numbers
- Russell Harvard jako pan Wrench
- Oliver Platt jako Stavros Milos
- Glenn Howerton jako Don Chumph[6]
- Jordan Peele jako Webb Pepper[8]
- Keegan-Michael Key jako Bill Budge[8]
- Joey King jako Greta Grimly[7]
- Julie Ann Emery jako Ida Thurman
- Tom Musgrave jako Bo Munk
- Keith Carradine jako Lou Solverson
- Rachel Blanchard jako Kitty Nygaard
- Joshua Close jako Chaz Nygaard[7]
- Kelly Holden jako Pearl Nygaard

## Seria 2

### Fabuła
Fabuła serialu dzieje się w Luverne w 1979 roku. W barze mlecznym dochodzi do strzelaniny, w której giną trzy osoby, w tym pani sędzia. Nieznane są motywy sprawcy, ani gdzie ukrył się morderca. Detektywi nie wiedzą, że w sprawę jest zamieszana Peggy Blumquist, która przejeżdżała obok baru w tę feralną noc oraz gangsterska rodzina.

### Główna obsada
- Kirsten Dunst jako Peggy Blomquist[9].
- Jesse Plemons jako Ed Blomquist[9]
- Patrick Wilson jako Lou Solverson - policjant, który cztery lata wcześniej powrócił z Wietnamu, gdzie służył w amerykańskiej marynarce wojennej. Jest mężem Betsy[10]
- Ted Danson jako Hank Larsson, weteran II wojny światowej, teść Lou oraz szeryf Rock County[10]
- Jean Smart jako Floyd Gerhardt[10]

### Role drugoplanowe
- Jeffrey Donovan jako Dodd Gerhardt[11]
- Rachel Keller jako Simone
- Nick Offerman jako Karl Weathers, prawnik[10]
- Brad Garrett jako Joe Bulo
- Kieran Culkin jako Rye Gerhardt
- Bokeem Woodbine jako Mike Milligan
- Angus Sampson jako Bear Gerhardt
- Keir O’Donnell jako Ben Schmidt
- Michael Hogan jako Otto Gerhardt[12].
- Cristin Milioti jako Betsy, żona Lou Solversona i córka szeryfa hrabstwa Rock, Hanka Larssona[13].
- Bruce Campbell jako Ronald Reagan[14].
- Adam Arkin jako Hamish Broker, boss mafii[15].

## Seria 3

### Fabuła
Akcja rozgrywa się w 2010 roku. Emmit Stussy, "Król parkingów Minnesoty", popada w kłopoty przez zaciągniętą niegdyś pożyczkę. Sprawy nie ułatwia jego młodszy brat Ray, za wszelką cenę pragnący odzyskać utracony spadek. Policjantka Gloria próbuje przeprowadzić skomplikowane śledztwo, nie spotyka się jednak z przychylnością przełożonego oraz wszechobecnej technologii. 

### Obsada
- Ewan McGregor jako Emmit i Ray Stussy[16]
- Carrie Coon jako Gloria Burgle
- Mary Elizabeth Winstead jako Nikki Swango[17]
- Jim Gaffigan jako Donny Mashman[18]
- David Thewlis jako V.M. Varga[18]
- Michael Stuhlbarg jako Sy Feltz[18]
- Scoot McNairy jako Maurice LeFay[19]
- Shea Whigham jako Moe Dammick[18]
- Karan Soni jako dr Homer Gilruth[18]
- Fred Melamed jako Howard Zimmerman[18]
- Thomas Mann jako Thaddeus Mobley[18]
- Hamish Linklater jako Larue Dollars[20]

## Produkcja
21 lipca 2014 roku, stacja FX zamówiła 2 serię, która liczy 10 odcinków, a w 2015 trzecią. 3 sierpnia 2018, stacja potwierdziła produkcję czwartej serii która pojawiła się w 2020 roku.

## Odcinki
| seria | seria | Odcinki | Oryginalna emisja    | Oryginalna emisja | Oryginalna emisja    | Oryginalna emisja | Oryginalna emisja |
| seria | seria | Odcinki | Premiera serii       | Finał serii       | Premiera serii       | Finał serii       |                   |
| ----- | ----- | ------- | -------------------- | ----------------- | -------------------- | ----------------- | ----------------- |
|       | 1     | 10      | 15 kwietnia 2014     | 17 czerwca 2014   | 21 lipca 2014        | 22 września 2014  |                   |
|       | 2     | 10      | 12 października 2015 | 14 grudnia 2015   | 13 października 2015 | 15 grudnia 2015   |                   |
|       | 3     | 10      | 19 kwietnia 2017     | 21 czerwca 2017   | 20 kwietnia 2017     | 22 czerwca 2017   |                   |
|       | 4     | 11      | 19 kwietnia 2020     | 29 listopada 2020 |                      |                   |                   |
|       | 5     | 10      | 21 listopada 2023    | 16 stycznia 2024  |                      |                   |                   |